# Освоение целины
Освое́ние целины́ — комплекс мероприятий по увеличению производства зерна в СССР в 1954—1965 годах путём введения в оборот обширных целинных земельных ресурсов главным образом в Казахской ССР, а также в Поволжье, на Урале, в Сибири, на Дальнем Востоке, а также в Крыму.

## История
Освоение целинных и залежных земель в Казахстане началось на рубеже XIX—XX веков с завершением строительства Сибирской железнодорожной магистрали, соединившей европейскую и азиатскую части материка.

### Обоснование министров и нажим Хрущёва
Предтечей целинной эпопеи стали две докладные записки на имя Н. С. Хрущёва. Первую, «Об увеличении производства зерна за счёт распашки новых земель», 30 ноября 1953 года направил заместитель председателя Совмина РСФСР и министр сельского хозяйства РСФСР П. П. Лобанов. В ней указывалось, что в колхозах республики есть 57,6 млн га пригодных для освоения земель, из которых наиболее удобные для освоения 38 млн га находятся в Поволжье, на Урале, в Сибири и на Дальнем Востоке, где уже в 1954—1955 годах можно распахать и засеять 5 млн га. Дополнительно 16 млн га неосвоенных земель имеется в совхозах. По расчётам Лобанова, с осваиваемых земель можно дополнительно получить в ближайшие годы 6-7 млн тонн зерна при средней урожайности 13-14 центнеров с гектара.
Вторую записку, «Об увеличении производства зерна в колхозах путём распашки перелогов, залежей, целинных земель, малопродуктивных лугов и пастбищ под расширение посевных площадей зерновых культур», направил 4 декабря 1953 года министр сельского хозяйства СССР И. А. Бенедиктов. Он связал зерновой дефицит с низкой урожайностью и сокращением посевных площадей в пользу пастбищ. Он предложил расширить посевы зерновых, а также кормовых трав, за счёт освоения 30 млн га нераспаханных земель, имевшихся в колхозах и совхозах, преимущественно на территориях, не требовавших дорогостоящей мелиорации — в Поволжье, на Урале, в Сибири и Казахстане. Его планом предусматривалось ввести в сельскохозяйственный оборот 12 млн га, с высевом зерновых только в первые три года, а затем — сменой севооборота на другие культуры. Для реализации этой задачи министр предлагал реорганизовать сеть существующих и создание новых МТС и предоставление льгот хозяйствам, которые подключатся к программе, вплоть до освобождения их от обязательных государственных поставок. Бенедиктов предполагал, что результатом его предложения может стать дополнительный сбор 8-9 млн тонн зерна, а к 1960 году — 14-16 млн тонн.
22 января 1954 года Хрущёв направил в Президиум ЦК КПСС собственную докладную записку — «Пути решения зерновой проблемы», приложив к ней два предыдущих документа, а также записки заместителя председателя Госплана СССР С. Ф. Демидова, министра заготовок СССР Л. Р. Корниеца, министров совхозов СССР и РСФСР А. И. Козлова и Т. А. Юркина, первого заместителя министра сельского хозяйства СССР В. В. Мацкевича, президента ВАСХНИЛ Т. Д. Лысенко и проект постановления по данному вопросу, в котором секретарь ЦК и глава созданного 7 декабря 1953 года Бюро по сельскому хозяйству и заготовкам при Совмине СССР выдвинул гораздо более жёсткие планы освоения целины. Всего за 2 года он предложил освоить 13 млн га и получить с них 18-19 млн тонн зерна при урожайности 14-15 центнеров с гектара, в том числе товарного — 13-14 млн тонн.
25 января 1954 года вопрос рассматривался на Президиуме ЦК КПСС, где Г. М. Маленков, В. М. Молотов и К. Е. Ворошилов предложили направить ресурсы на восстановление старопахотных земель и разорённых войной хозяйств центральных и северо-западных областей РСФСР, однако, освоение целины получило поддержку большинства и было вынесено на рассмотрение пленума ЦК. Примечательно, что в проекте постановления, предложенного на рассмотрение членов Центрального Комитета, содержались существенные отличия от первоначальных расчетов министров сельского хозяйства СССР и РСФСР:
- более высокие нормы и сжатые сроки распашки новых земель;
- уменьшение доли паров и травосеяния на новых землях в пользу роста урожайности за счет минеральных удобрений;
- отсутствие льгот колхозам;
- приоритет совхозов в распашке целины.

30 января 1954 года в ЦК КПСС прошло совещание, на котором руководство Казахстана было подвергнуто критике за низкую эффективность сельского хозяйства, о чём Хрущёв сказал: «В Казахстане курица даёт больше дохода, чем лошадь». Взамен прежнего руководства партийной организации республики — Ж. Ш. Шаяхметова и И. И. Афонова — были назначены П. К. Пономаренко и Л. И. Брежнев.

### Принятие решения
В 1954 году февральско-мартовский пленум ЦК КПСС принял постановление «О дальнейшем увеличении производства зерна в стране и об освоении целинных и залежных земель». Госпланом СССР было намечено распахать в Казахстане, Сибири, Поволжье, на Урале и в других районах страны не менее 43 млн га целинных и залежных земель.

Была дискуссия: развивать сельское хозяйство интенсивным или экстенсивным путём. Доводы за интенсификацию были значительно убедительнее, однако руководство страны Советов в лице Н. С. Хрущёва предпочло экстенсивный путь развития сельского хозяйства…— из воспоминаний Жумабая Шаяхметова, в те годы второго секретаря КП Казахстана
В докладе на пленуме Н. С. Хрущёв сделал акцент исключительно на решении зерновой проблемы, решив, что именно в этом деле можно получить быстрый и ощутимый эффект. При этом за полгода до этого, на сентябрьском Пленуме ЦК, он ставил зерновую проблему на третье место в сельском хозяйстве, после развития животноводства и обеспечения населения картофелем и овощами. Он обосновал своё предложение тем, что в 1953 г. страна получила зерна меньше, чем в 1940 г.
Пленум ЦК провозгласил курс на освоение целины как главный курс в сельском хозяйстве, указав, что распашка новых земель может дать 14-15 центнеров зерна с гектара, а в передовых хозяйствах — даже 20-25 центнеров с гектара. На первые два года была поставлена задача распахать 13 млн га, причем в 1954 году увеличить площади пшеницы и проса на целине на 2,3 млн га, из них в колхозах — 1,8 млн га и в совхозах — 0,5 млн га, а в 1955-м — сразу на 10,7 млн га.
27 марта 1954 года было принято постановление ЦК КПСС и Совета Министров СССР «Об увеличении производства зерна в 1954—1955 гг. за счёт освоения целинных и залежных земель».

### Освоение
Инициатор целинной программы Н. С. Хрущёв в начале июня 1954 года посетил Казахстан, 5 июня разразившись очередной запиской в Президиум ЦК, в которой указал на некачественную пахоту целинных земель из-за «неглубокого отвала земляного пласта», вопреки предупреждениям академика ВАСХНИЛ Т. С. Мальцева и ведущего советского почвоведа М. Г. Чижевского, предлагавших на солончаковых землях делать только безотвальную вспашку ради сохранения их плодородия.
Освоение целинных и залежных земель в 1954 году началось главным образом с создания совхозов. Освоение целины началось безо всякой предварительной подготовки, при полном отсутствии инфраструктуры — дорог, зернохранилищ, квалифицированного персонала, не говоря уже о жилье и ремонтной базе для техники. Природные условия степей не принимались во внимание: не учитывались песчаные бури и суховеи, не были разработаны щадящие способы обработки почв и адаптированные к этому типу климата сорта зерновых. Огромные ресурсы были сосредоточены на воплощении этого проекта: за 1954—1961 годы целина поглотила 20 % всех вложений СССР в сельское хозяйство. Из-за этого аграрное развитие традиционных российских районов земледелия основательно затормозилось.
На целину отправляли значительное количество производившихся в стране тракторов и комбайнов: только в 1954 году — 120 тыс. из 137 тыс. произведённых тракторов общего назначения и около 10 тыс. из 37 тысяч комбайнов, а также — соответствующее навесное оборудование: плуги, сеялки, дисковые бороны, культиваторы. На выполнение программы было брошено более 100 тысяч автомашин.
Целина стала комсомольско-молодёжной стройкой: туда отправляли студентов на время летних каникул, в сезонные командировки — механизаторов.
Освоение целины шло форсированными темпами: если за два года предполагалось распахать 13 млн га, то в действительности распахали 35 млн га. За 1954—1960 годы было поднято 41,8 млн га целины и залежи. На целине только в первые два года было создано 425 зерновых совхозов, аграрные гиганты создавались и позже.
Благодаря экстраординарному сосредоточению средств и людей, а также природным факторам новые земли в первые годы давали сверхвысокие урожаи, а с середины 1950-х годов — от половины до трети всего производившегося в СССР хлеба. Однако желаемой стабильности, вопреки усилиям, добиться не удалось: в неурожайные годы на целине не могли собрать даже посевной фонд, в результате нарушения экологического равновесия и эрозии почв в 1962—1963 годах настоящей бедой стали пыльные бури. Освоение целины вступило в стадию кризиса, эффективность её возделывания упала на 65 %.

Когда мы уже распахали большое количество гектаров целины, в Казахстане случились страшные пыльные бури. Поднимались в воздух тучи земли, почва выветривалась. Если хозяйство в степных условиях вести культурно, то применяются давно известные средства борьбы с эрозией, апробированные на практике, в том числе посадка защитных полос из древесных насаждений: трудное и дорогое дело, но оправдывающее себя. Есть и определённые агроприёмы. Людям приходится считаться с природными процессами и приспосабливаться к ним, противопоставляя свою выдумку дикой природе. Но, что бы там ни случалось и несмотря на все трудности, целинный хлеб оставался самым дешёвым.— из мемуаров Н. С. Хрущёва

### Связь со строительством космодрома «Байконур»
Есть версия, что освоение целины преследовало еще одну важную задачу: скрыть от западных разведок перевозку большого количества грузов в район строительства на тот момент секретного ракетно-космического полигона, который впоследствии стал известен как «Байконур» (начало подготовительных работ на местности - декабрь 1954 г.). Накануне пленума ЦК КПСС 1954 г. военные подготовили для Хрущева секретный доклад, в котором обосновывалось строительство нового полигона в пустыне Кызылкум и предлагалась система отвлекающих мероприятий.
Безусловно, целинная эпопея использовалась. Более того, все грузы, которые приходили на станцию Тюратам, направлялись и использовались типовые железнодорожные платформы, типовые железнодорожные вагоны, разгрузка, в основном, велась в ночное время.Геннадий Лебёдкин (генерал-майор, начальник отдела военной контрразведки космодрома «Байконур»)

## Итоги
Постцелинное пространство на территории Урала и Западной Сибири располагается на территории трех Федеральных округов, восьми субъектов Российской Федерации: Оренбургская, Челябинская, Курганская, Тюменская, Омская, Новосибирская области, Республика Башкортостан и Алтайский край. При общей площади этого пространства свыше миллиона квадратных километров больше его половины — земли сельскохозяйственного назначения (63 млн га), из них 22 млн га насчитывают посевные площади. Численность населения составляет 18,9 млн человек (13 % населения РФ). Наиболее крупные массивы целины были освоены в Алтайском крае — 3 млн га и в восточной зауральской части Оренбургской области — 1,8 млн га. В этих регионах были освоены под земледелие массивы малопродуктивных разновидностей каштановых почв.
Агротехнологии в растениеводстве, ввиду ярко выраженной засушливости климата, характеризуются влагосберегающей направленностью на всех этапах вегетации. Наиболее перспективными при выращивании зерновых культур здесь признаны технологии прямого посева (No-till, Strip-till), отказ от вспашки. Активно внедряется уборка зерновых культур методом очесывания, позволяющая сохранить стеблестой. Поддержанию плодородия слабогумусированных каштановых почв способствует выращивание в севооборотах бобовых (люпин, эспарцет, люцерна) и злаковых (суданская трава) трав, внесение навоза.
В 2005—2015 гг. в России и Казахстане аграрные национальные проекты вызвали восстановление земледелия за счет повторного освоения залежных земель на базе технологического перевооружения. В результате и Россия, и Казахстан вышли в мировые лидеры по экспорту продовольственной пшеницы. Однако за последние 30 лет площадь пашни в России сократилась со 132,4 млн га до 116,2 млн га. Продолжительное неиспользование земель сельскохозяйственных угодий влечет за собой зарастание территории древесно-кустарниковой растительностью, а длительное отсутствие мелиоративных работ приведет к тому, что возврат неиспользуемых сельхозугодий в оборот станет экономически невыгодным.

### Положительные
Первым результатом освоения целины стало резкое увеличение сельскохозяйственного производства: в 1954 году СССР собрал 85,5 млн тонн зерна (в том числе на целине — 27,1 млн тонн), а в 1960 году — уже 125 млн тонн (в том числе на целине — 58,7 млн тонн). Всего за годы освоения целины в Казахстане было произведено более 597,5 млн тонн зерна.
Целинная эпопея изменила облик ряда приграничных с Казахстаном территорий РСФСР и самого Казахстана, где была сформирована мощная социальная инфраструктура, выросли крупные предприятия, поселки, города, возросла занятость населения, улучшились условия жизни людей.
Более миллиона юношей и девушек стали целинниками. В течение 1954—1955 гг. свыше 350 тысяч молодых людей отправились по комсомольским путевкам в целинные районы. Только в Казахстане в 1954—1955 гг. обосновалось 20 тысяч семей из разных регионов СССР, насчитывавших 40 тыс. трудоспособных. В 1955—1956 гг. в колхозы Северо-Казахстанской области приехали 1600 семей переселенцев из России, Украины, Белоруссии и Литвы, более 650 семей переселилось в колхозы из областного и районных городов. В числе переселенцев были не только земледельцы, животноводы и механизаторы, но также столяры, плотники и работники других профессий. В целом население Казахстана за период с 1954 по 1959 гг. выросло на 2 млн человек.
В 1963 году Усть-Уйский район Курганской области был переименован в Целинный, а с. Ново-Кочердык — в с. Целинное. В период освоения целины в Усть-Уйский район прибыло более 1,5 тысячи молодых людей из Курганской, Челябинской, Свердловской, Московской областей.
Тысячи целинников награждены орденами и медалями, званиями Героя Социалистического Труда, что было данью людям, самозабвенно работавшим ради достижения большой цели — обеспечения страны продовольствием.
Министерство сельского хозяйства Казахской ССР приказом от 26 июня 1956 г. создало Северо-Казахстанскую государственную опытную станцию, которой была поручена разработка новых методов и посевных культур для растениеводства и животноводства. Республика вышла на новый технологический уровень в развитии сельского хозяйства.

### Отрицательные
Молотов, Вячеслав Михайлович, 1977 год: 

Целину начали осваивать преждевременно. Безусловно, это была нелепость. В таком размере — авантюра. Я с самого начала был сторонником освоения целины в ограниченных масштабах, а не в таких громадных, которые нас заставили огромные средства вложить, нести колоссальные расходы вместо того, чтобы в обжитых районах поднимать то, что уже готово. А ведь иначе нельзя. Вот у тебя миллион рублей, больше нет, так отдать их на целину или уже в обжитые районы, где возможности имеются? Я предлагал вложить эти деньги в наше Нечерноземье, а целину поднимать постепенно. Разбросали средства — и этим немножко, и тем, а хлеб хранить негде, он гниёт, дорог нет, вывезти нельзя. А Хрущёв нашёл идею и несётся, как саврас без узды!
Идея-то эта ничего не решает определённо, может оказать помощь, но в ограниченном пределе. Сумей рассчитать, прикинь, посоветуйся, что люди скажут. Нет — давай, давай! Стал размахиваться, чуть ли не сорок или сорок пять миллионов гектаров целины отгрыз, но это непосильно, нелепо и не нужно, а если бы было пятнадцать или семнадцать, вероятно, вышло бы больше пользы. Больше толку.
Освоение целины сказалось на степных и лесостепных экосистемах самым негативным образом, были уничтожены десятки миллионов гектаров различных природных зон, а также территории пастбищ и сенокосов.
Распашка целины в водоохранных зонах привела к повсеместной эрозии почвы на склонах. Массовое уничтожение животных и растений происходило как в результате прямого воздействия сельскохозяйственной техники, так и в результате применения пестицидов и удобрений, а также из-за увеличения популяции сельского населения и синатропных видов животных — таких как крыса или ворона.
Несмотря на то, что послевоенное восстановление страны в 1950-х годах требовало более комплексного подхода, идея освоения целины в правительстве Н. С. Хрущева преобладала и над здравым смыслом, и над экономическими расчётами.

## Награды

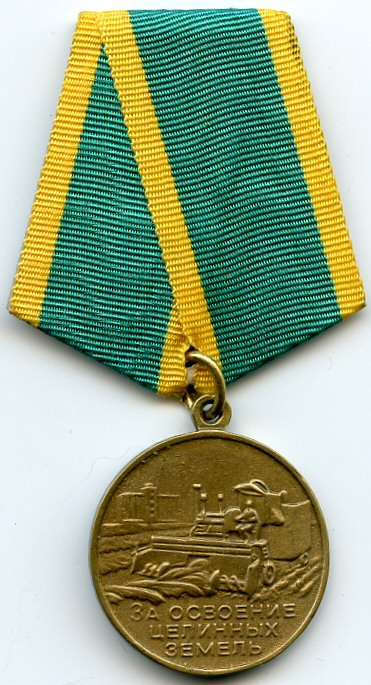
Медаль «За освоение целинных земель»

Указом Президиума Верховного Совета СССР от 20 октября 1956 года была учреждена медаль «За освоение целинных земель». Автор проекта медали — художник Н. Н. Филиппов.

## Отражение в искусстве

### В изобразительном искусстве
Весной и летом 1954 года группа художников в составе Т. Салахова, Д. Мочальского, Л. Рабинович, В. И. Басова, М. И. Ткачёва, В. Е. Цигаля и других выехала на этюды на целину.
Художники, побывавшие там в первые дни и месяцы освоения целины, окунулись в самую гущу нелёгкой жизни. Они претерпевали те же трудности, что и сами целинники, и жили в тех же палатках и вагончиках. Итогом поездки художников стала «выставка работ московских художников, выполненных в поездках на целинные и залежные земли», проведённая в Москве в 1954 году.
В 1955 году в издательстве «Советский художник» по итогам выставки вышла книга «Этюды, картины с целины. Работы художников весной и летом 1954 года».

### В литературе
- Воспоминания Брежнева «Целина»
- Черниченко Ю. Д., Любимов С. Богатство целины — народу: Очерки. — М., 1960.
- Чмыхало, А. И. Роман «Нужно верить».

### В кинематографе
- «Испытание верности» (1954)
- «Первый эшелон» (1955)
- «Это начиналось так» (1956)
- «Иван Бровкин на целине» (1958)
- «Алёнка» (1961)
- «Горизонт» (1961)
- «Вкус хлеба» (1979)

и другие.

### В музыке
Популярные советские песни о целине:
- В первый раз на целину (В. Самойлов, А. Козлов, П. Май)
- Песня о целине (О. Фельцман, В. Харитонов, А. Корол)
- Земля целинная (слова Н. Солохиной, музыка Е. Родыгин)
- Едем мы, друзья, в дальние края (музыка В. Мурадели, слова Э. Иодковского)

## В филателии

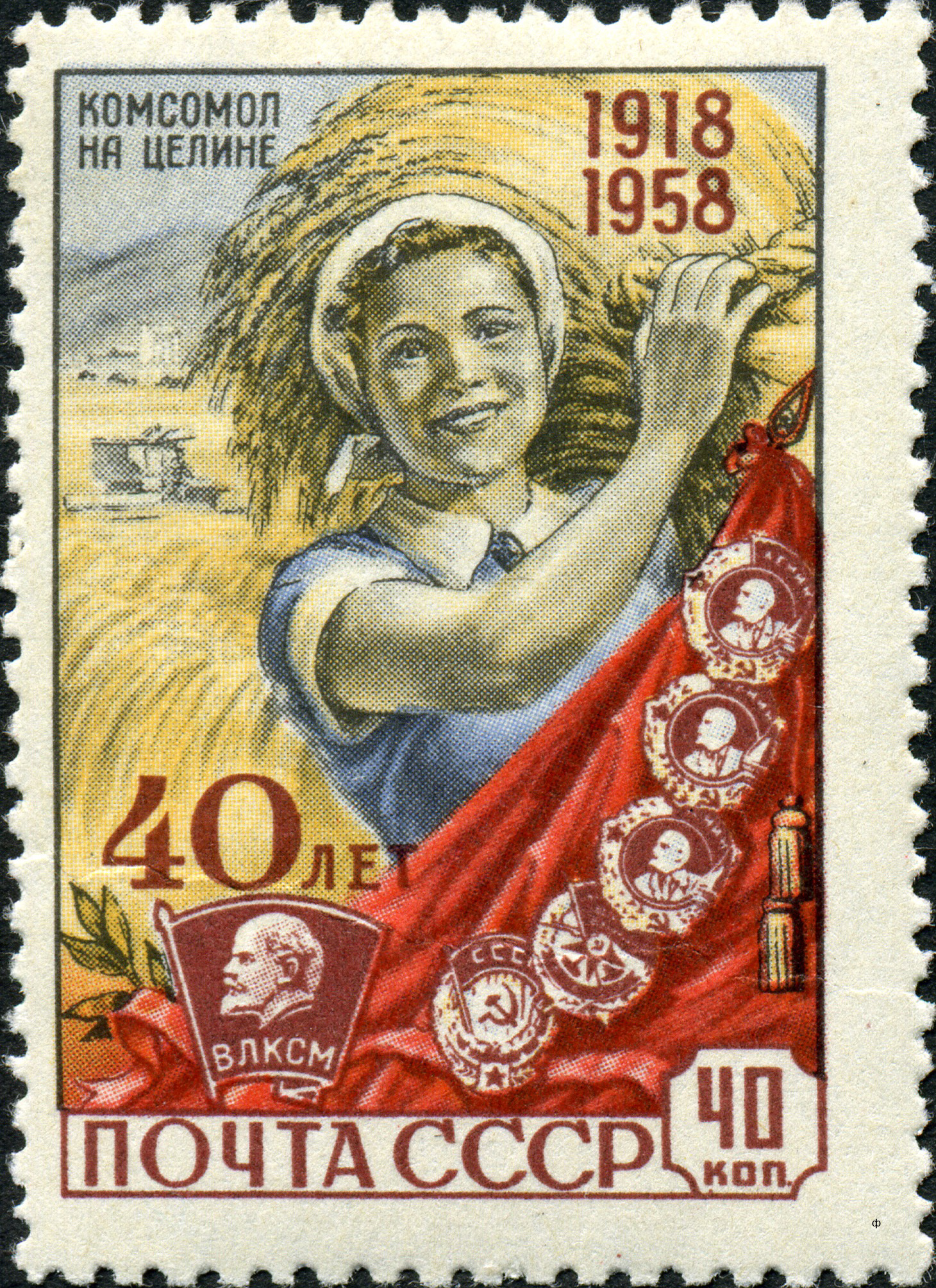
Комсомол на целине
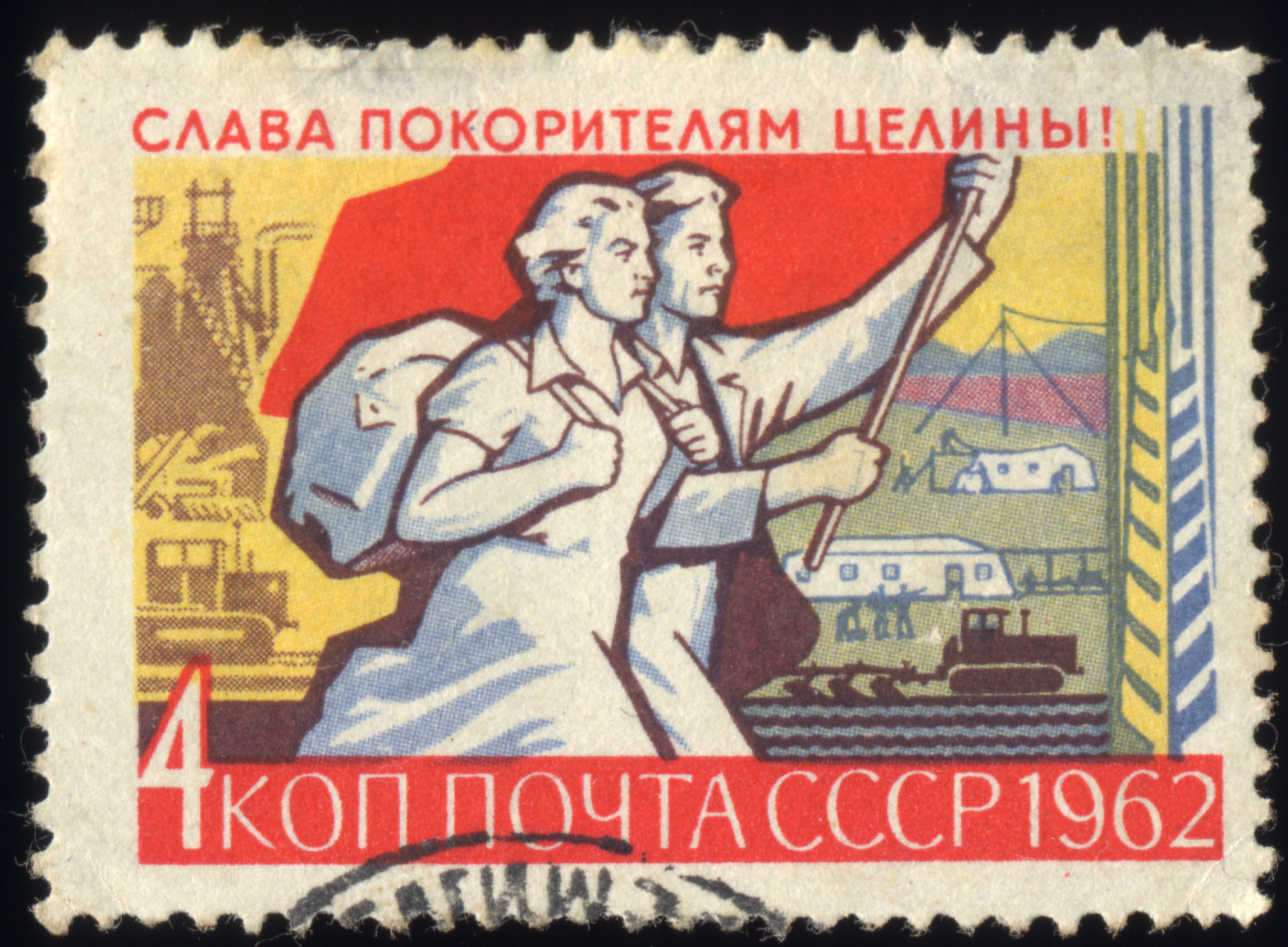
Слава покорителям целины!
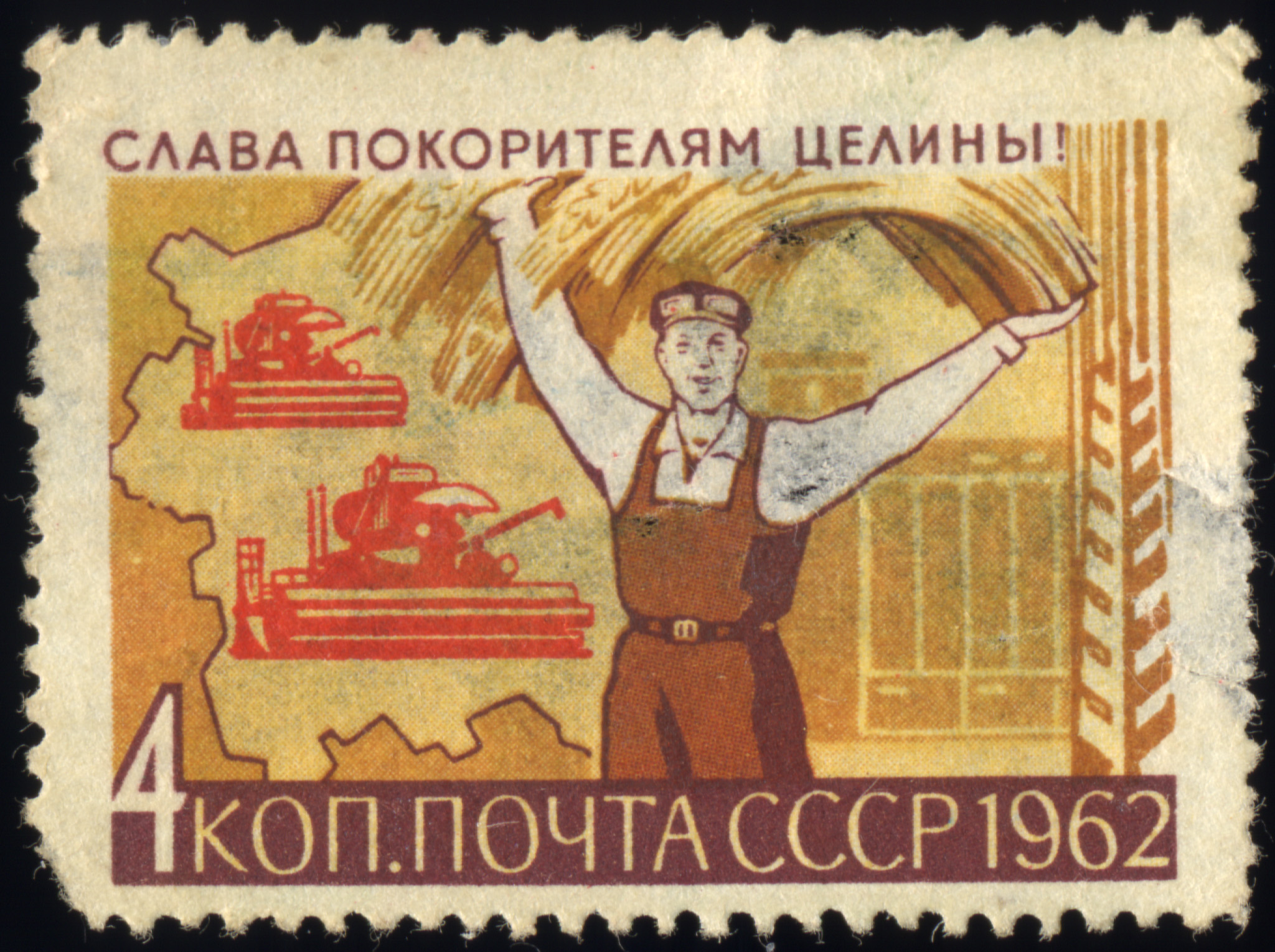
Слава покорителям целины!
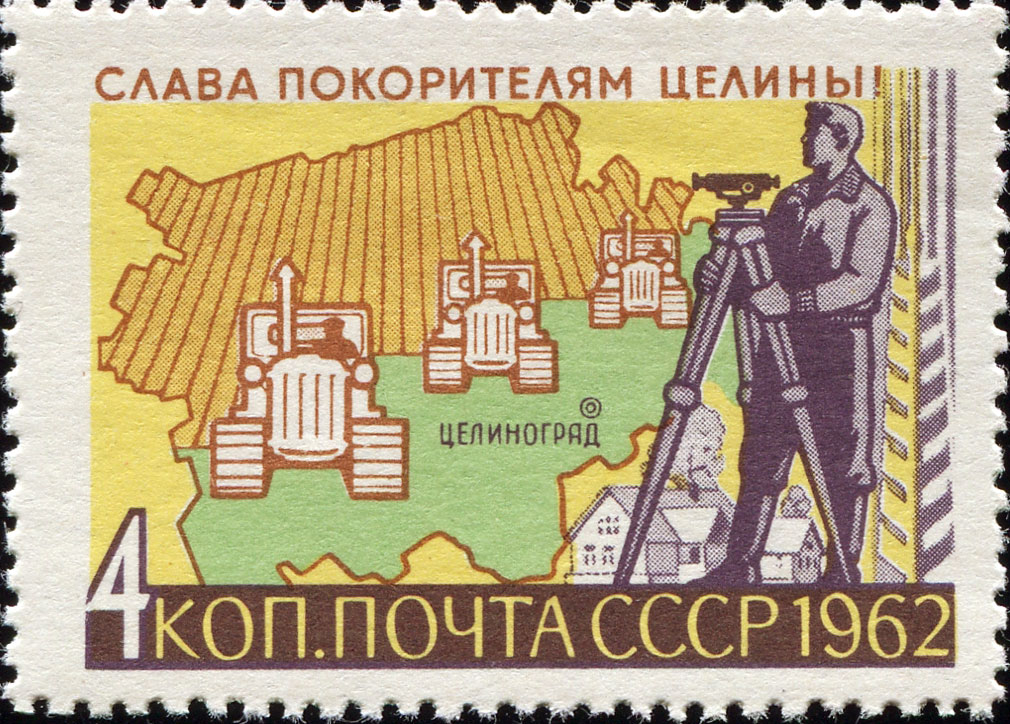
Слава покорителям целины!
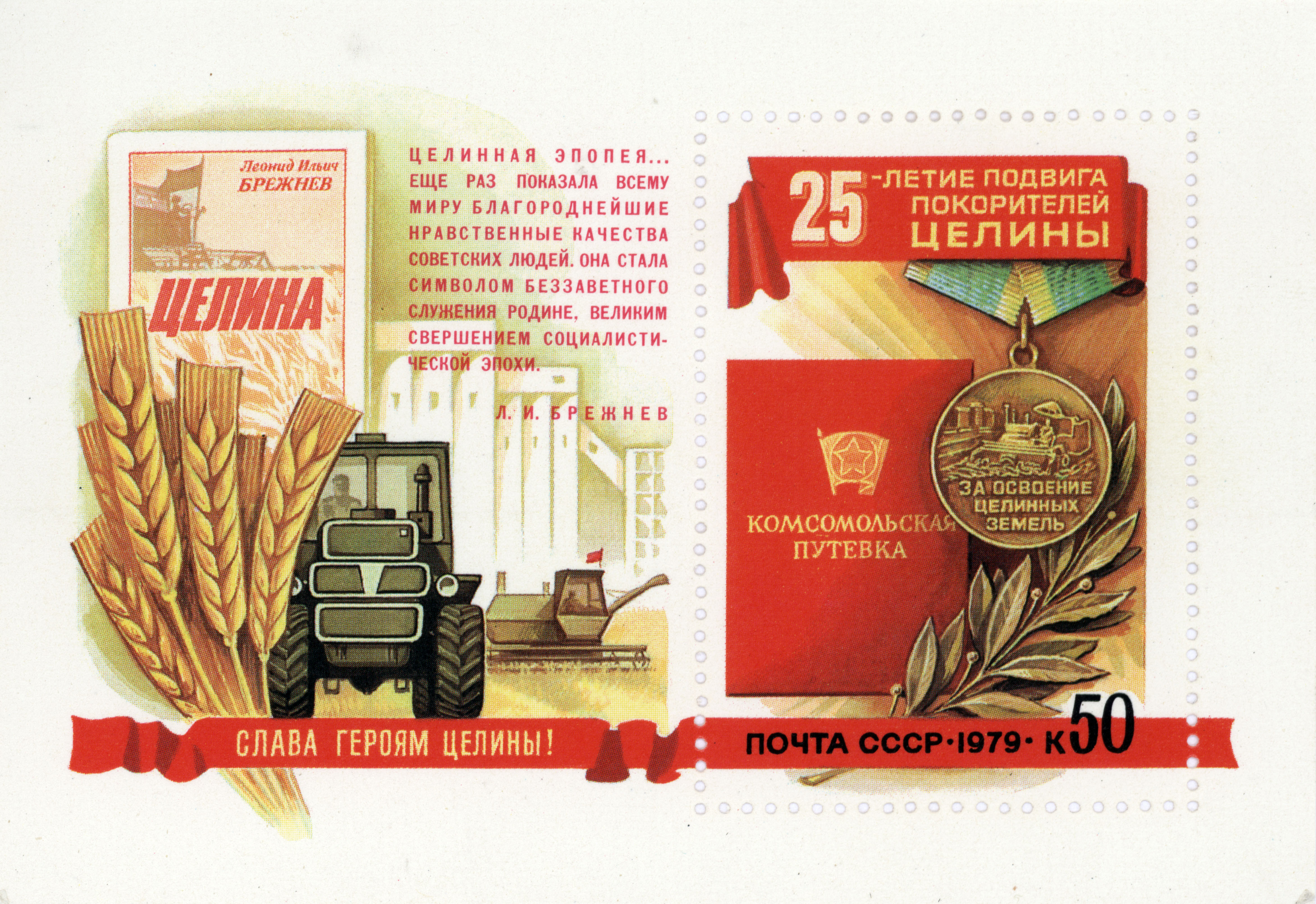
25-летие подвига покорителей целины
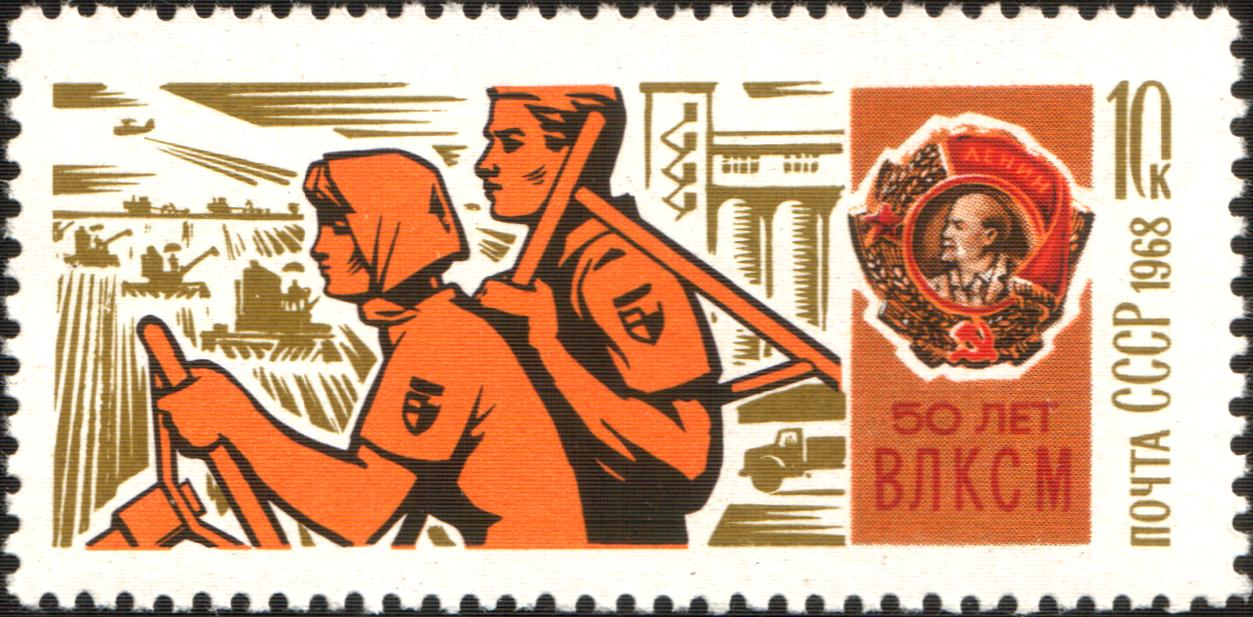
Комсомол на целине
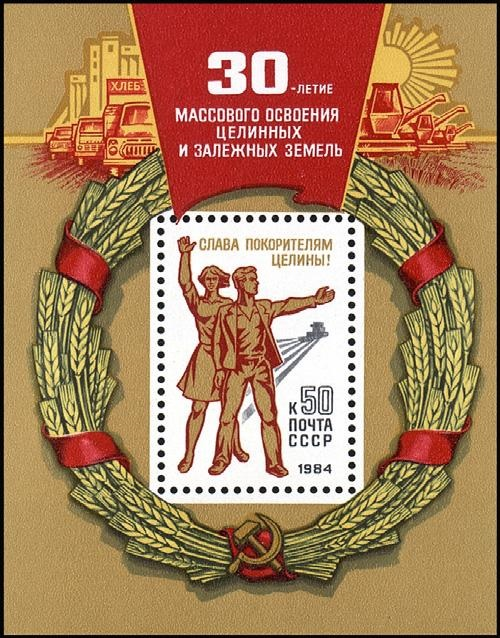
30-летие массового освоения целинных и залежных земель